# Rivière Dufay
Pour les articles homonymes, voir Dufay.
La rivière Dufay est un affluent du lac Buies, coulant dans la partie nord-ouest du territoire de Rouyn-Noranda, en Abitibi-Témiscamingue, en Québec, au Canada.
Le cours de la rivière traverse successivement les cantons de  
La foresterie constitue la principale activité économique de ce bassin versant ; les activités récréotouristiques, en second.
Annuellement, la surface de la rivière est généralement gelée de la mi-novembre à la fin avril, néanmoins, la période de circulation sécuritaire sur la glace est habituellement de la mi-décembre au début d’avril.

## Cours
La rivière débute à l’embouchure du lac Dufay (longueur : 3,3 km ; largeur : 2,3 km ; altitude : 272 m) dans le secteur Montbeillard (Rouyn-Noranda). Le lac Dufay comporte une île de 1,3 km de longueur. Il est alimenté du côté est par la décharge du Lac des Abénakis et du lac Senaka.
À partir du barrage à l’embouchure du lac Dufay (situé au sud du lac), le cours de la rivière coule sur 1,3 km vers le nord-ouest, jusqu’à son embouchure.
L’embouchure de la rivière Dufay se déverse sur la rive sud du lac Buies. Cette confluence est située à :
- 2,9 m au sud-ouest de la frontière Québec-Ontario ;
- 9,1 km au nord-est de l’embouchure du lac Raven (Ontario) ;
- 36,1 km au nord-ouest de l’embouchure de la rivière Larder (confluence avec la rivière Blanche (lac Témiscamingue) ;
- 55,7 km au nord de l’embouchure de la rivière Blanche (lac Témiscamingue) (confluence avec le lac Témiscamingue).

À partir de la confluence de la rivière Dufay avec le lac Buies, le courant traverse le lac Raven, puis descend successivement la rivière Larder, rivière Blanche, le lac Témiscamingue lequel est traversé par la rivière des Outaouais qui le plus important affluent de la rive nord du fleuve Saint-Laurent.

## Toponymie
Le terme Dufay constitue un patronyme de famille d’origine française.
Le toponyme rivière Dufay a été officialisé le 5 décembre 1968 à la Commission de toponymie du Québec, soit à la création de cette commission.